# Трактомирська волость
Трактомирська волость — історична адміністративно-територіальна одиниця Канівського повіту Київської губернії з центром у містечку Трактомирова.
1914 року волосний центр переміщено до містечка Ходорів й волость перейменовано на Ходорівську.
Станом на 1886 рік складалася з 10 поселень, 9 сільських громад. Населення — 6628 осіб (3306 чоловічої статі та 3322 — жіночої), 998 дворових господарств.
|                     | Площа, десятин | У тому числі орної, дес. |
| ------------------- | -------------- | ------------------------ |
| Сільських громад    | 5917           | 3433                     |
| Приватної власності | 8055           | 3552                     |
| Іншої власності     | 177            | 153                      |
| Загалом             | 14149          | 7138                     |

Основні поселення волості:
- Трактомирова — колишнє власницьке містечко при річці Дніпро, 690 осіб, 107 дворів, православна церква, школа, постоялий будинок, лавка.
- Великий Букрин — колишнє власницьке село при річці Дніпро, 608 осіб, 95 дворів, постоялий будинок.
- Григорівка — колишнє власницьке село при річці Дніпро, 1158 осіб, 208 дворів, православна церква, школа, 2 постоялих будинки, лавка, винокурний завод.
- Колесище — колишнє власницьке село, 660 осіб, 87 дворів, постоялий будинок.
- Малий Букрин — колишнє власницьке село, 726 осіб, 103 двори, православна церква, постоялий будинок.
- Ромашки — колишнє власницьке село, 705 осіб, 125 дворів, православна церква, школа, постоялий будинок.
- Ходорів — колишнє власницьке містечко при річці Дніпро, 771 особа, 126 дворів, православна церква, синагога, школа, 2 постоялих будинки, лавка.

Старшинами волості були:
- 1909—1910 роках — Каленик Гнатович Семенченко[2],[3],[4];
- 1902—1913 роках — Мокій Мартинович Синенко-Саланенко[5],[6].